# گیترید

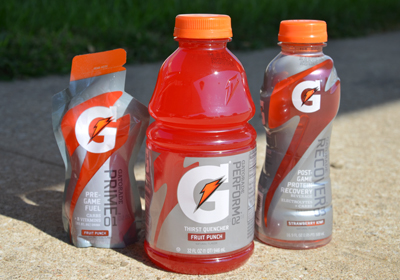

گیتورید (به انگلیسی: Gatorade) نوشابه غیرگازدار پرطرفداری در آمریکا است.
این شرکت از حامیان رسمی باشگاه فوتبال بارسلونا، مسابقات ان بی ای، و نیز تیم فوتبال آمریکایی دانشگاه فلوریدا است، جایی که در یکی از آزمایشگاه‌های آن در سال ۱۹۶۵ اختراع گردید.